# Virgilio legge l'Eneide ad Augusto e Ottavia
Virgilio legge l'Eneide ad Augusto e Ottavia è un dipinto della pittrice svizzera Angelika Kauffmann, realizzato nel 1788 e conservato presso l'Ermitage di San Pietroburgo.

## Descrizione
L'episodio rappresentato ci mostra Ottavia, sorella di Augusto, che sviene per la commozione dopo che Virgilio le ha letto i versi dell'Eneide dedicati a suo figlio Marcello (libro VI, vv. 868 - 886), che se non fosse prematuramente deceduto avrebbe ereditato il trono.
I soggetti storici riguardanti il mondo classico furono sempre cari alla Kauffmann, che se ne interessava soprattutto durante i suoi soggiorni a Roma, spronata dal patrimonio storico-artistico della città. Tutta la scena fu infatti concepita e realizzata secondo i criteri neoclassicisti, con delle figure caratterizzate da espressioni di forte sentimento, ma comunque contenute (in opposizione alla teatralità barocca), e inserite nell'equilibrio dell'architettura classica.
Le protagoniste, al centro della tela, sono Ottavia e due sue ancelle,
una delle quali allontana Virgilio, che, all'estrema destra, mantiene fra le mani il testo che stava leggendo, mentre Augusto figura a sinistra, intento a soccorrere la sorella. Lo stesso poeta è ritratto con aria sbigottita, incredulo nel vedere Ottavia così afflitta per aver ascoltato la lettura dei suoi versi. Sullo sfondo è visibile il Tempio di Giove Tonante sul Campidoglio.